# Rachel Yakar
Rachel Yakar (* 3. März 1936 in Lyon; † 24. Juni 2023) war eine französische Opernsängerin (Sopran) und Gesangspädagogin. Sie war Schirmherrin der Kammeroper Leipzig.

## Leben
Nach einer Ausbildung zur Kostüm- und Modezeichnerin studierte Rachel Yakar am Conservatoire de Paris, wo sie mehrere Preise errang. Weiteren Unterricht erhielt sie bei Germaine Lubin und Francesco Carrino (1899–1985).
Im Jahr 1963 debütierte sie an der Opéra national du Rhin in Strasbourg und gehörte ab 1964 für mehr als 25 Jahre zum Ensemble des Düsseldorfer Opernhauses.
An der Bayerischen Staatsoper trat Rachel Yakar erstmals 1974 auf, bei den Bayreuther Festspielen sang sie 1975 und 1976 die Freia in Wagners Das Rheingold, eines der Zaubermädchen im Parsifal und die Gerhilde in der Walküre.
Außerdem sang sie bei Festivals in Aix-en-Provence, Glyndebourne (Marschallin in Strauss’ Rosenkavalier), in Edinburgh, in Salzburg sowie am Royal Opera House Covent Garden in London.
Neben ihrer Opernkarriere sang Rachel Yakar auch im Konzert, wo sie mit Dirigenten wie Gustav Leonhardt, Nikolaus Harnoncourt, Pierre Boulez, Daniel Barenboim, Alberto Erede, James Levine, Michel Corboz und Sir Charles Mackerras arbeitete.
Ihren Bühnenabschied nahm Rachel Yakar 1993 und unterrichtete danach am Pariser Konservatorium. Sie war mit dem Tenor Michel Lecocq verheiratet.
Rachel Yakar starb am 24. Juni 2023 im Alter von 87 Jahren.